# Robbie Baldwin
Pour les articles homonymes, voir Speedball.
Robert « Robbie » Baldwin est un super-héros évoluant dans l'univers Marvel de la maison d’édition Marvel Comics. Créé par le scénariste Steve Ditko et le dessinateur Tom DeFalco, le personnage de fiction apparaît pour la première fois dans le comic book The Amazing Spider-Man Annual (en) #22 en janvier 1988.
Sous l'identité de Speedball, le personnage passa l'essentiel de sa carrière dans l'équipe des New Warriors. Après le crossover Civil War, il change d'apparence et devient Penance dans Civil War: Front Line (en) #10 (janvier 2007). À la suite de ce changement, il est membre des Thunderbolts. 
Dès le premier numéro de Avengers Academy, il revient à son identité de Speedball et à une version modifiée de son costume original.

## Biographie du personnage

### Origines
Robbie Baldwin était l'adolescent américain moyen, habitant à Springdale avec ses parents, la comédienne Madelyne et le procureur Justin. Il travaillait après les cours pour le docteur Nicholas Benson, dans le laboratoire Hammond Research.
Curieux des travaux de son employeur, Robbie découvrit que ce dernier avait réussi à absorber de l'énergie cinétique d'une autre dimension. Un accident libéra cette énergie inconnue et frappa Robbie et son chat, Niels. Il découvrit qu'il avait été transformé. Voulant s'enfuir, il se retrouva nez à nez avec des voleurs, et il tomba du toit, pour rebondir sans mal. Quand la police arriva, Robbie avait repris sa forme normale. Mais l'inspecteur Laguardia suspecta le jeune homme. Il prit ensuite comme nom de code Speedball.

### Naissance des New Warriors
Lors d'un voyage à Manhattan, Speedball s'allia avec d'autres jeunes super-héros pour affronter Terrax, créant ainsi le groupe des New Warriors. Rejoindre ce groupe fit grandir et disciplina le jeune homme, qui maîtrisa alors un peu mieux ses pouvoirs cinétiques.
Quand ses parents divorcèrent, Robbie partit vivre avec sa mère à Manhattan. Il avoua à sa mère son secret, et son père le découvrit plus tard. Une autre personne découvrit l'identité secrète du jeune homme : Carlton Lafroyge, qui le fit chanter pour rejoindre les New Warriors, en tant que Hindsight Lad.
Speedball fut piégé dans le flux temporel par le Sphinx et il y resta l'équivalent d'une année. À son retour, il se rapprocha de sa nouvelle coéquipière Timeslip, mais les New Warriors se séparèrent. C'est Speedball qui relança l'équipe, mais elle éclata de nouveau.

### Civil War
Lors de Civil War, Night Thrasher fit renaître l'équipe une seconde fois, cette fois-ci sous le feux des projecteurs dans une émission de télé-réalité retraçant les aventures d'une super-équipe. Speedball était le plus enthousiaste des participants.
Ce nouvel avatar de l'équipe finit tragiquement, lorsque les New Warriors tentèrent d'appréhender quelques super-criminels cachés au milieu d'un paisible quartier de Stamford (Connecticut). Nitro explosa, tuant Namorita, Microbe et Night Thrasher, ainsi que plusieurs centaines d'habitants. Les pouvoirs de Speedball le protégèrent et il fut retrouvé à peine vivant, sans aucun pouvoir. Il devint le bouc émissaire de la tragédie et fut emprisonné.
Lors de son séjour en prison, il fut battu à plusieurs reprises. Un jour, lors d'une sortie pour une audience, le père de l'un des enfants morts à Stamford, lui tira dessus. La balle, tirée par une arme n'ayant pas servi depuis longtemps, explosa et des fragments se logèrent près des vertèbres et sur la route de l'hôpital, de nouveaux pouvoirs émergèrent. 
Robbie décida finalement de s'enregistrer, conformément à la loi passée incitant tous les héros masqués à faire connaître son identité aux autorités, en échange de la libération de son agresseur, et se forgea une nouvelle identité : Penance. L'armure de Penance est tapissée de 612 épines métalliques, en hommage au nombre des victimes à Stamford. Elles s'enfoncent à chaque mouvement dans la chair de Baldwin, lui permettant d'activer ses pouvoirs.

### Post-Civil War
Après sa transformation en Penance, il rejoignit les Thunderbolts. Cette équipe dirigée par Norman Osborn est composée de super vilains qui sont employés par le gouvernement pour pourchasser les super-héros refusant de s'enregistrer. En compagnie d'une escouade composée d'Opale, l'Homme-radioactif et Mac Gargan, il affronta Nova / Richard Rider revenu sur Terre visiter ses parents. Ce dernier ne le reconnut pas tout de suite, à cause de son armure.

### Dark Reign
Moralement affaibli, et psychologiquement détruit, le servile Robbie fut affecté à l'Initiative quand elle fut reprise par le H.A.M.M.E.R.. Il fit partie de l'escouade lancée pour reprendre la Prison 42 à Blastaar, dans la Zone négative.
Il retrouva peu à peu ses souvenirs et sa volonté, sapés par Osborn, pour le garder sous contrôle total. Il se retourna contre le HAMMER et aida les Résistants. Il les retrouva aussi durant le Siège d'Asgard et resta à leurs côtés. C'est là que Penance révéla à ses anciens coéquipiers qu'il était Speedball.

### Avengers Academy
Dès le premier numéro de Avengers Academy, Robbie Baldwin revient à son identité de Speedball et à une version modifiée de son costume original.

## Pouvoirs et capacités
Quand il apparaissait sous l’identité de Speedball, Robbie Baldwin possédait un pouvoir cinétique surhumain sous la forme de bulles d'énergie inconnues qui l'accompagnant dans tous ses déplacements. Son pouvoir lui permettait d'absorber l'énergie générée par les impacts et de la restituer avec une force accrue. Il rebondissait donc fréquemment sur les murs et plafonds pour se charger en énergie. Sa transformation en Speedball se faisait sur simple ordre mental.
En tant que Penance, les pouvoirs de Robbie Baldwin émergeaient sous le coup de la douleur. L'intérieur de son armure était recouvert de 612 petits pics (correspondant au nombre de victimes de Stamford), le faisant souffrir à chaque mouvement. La douleur était ensuite convertie en énergie puis stockée par l'armure.